# 董新光
董新光（1957年2月—），男，汉族，山东文登人，中华人民共和国政治人物，曾任新疆维吾尔自治区人大常委会副主任、中国民主建国会中央委员会常务委员、新疆维吾尔自治区委员会主任委员，第十二届全国人民代表大会新疆地区代表。

## 生平
董新光毕业于新疆八一农学院农田水利工程专业。2008年，当选第十一届全国政协常务委员，代表中国民主建国会，分入第七组。2013年，担任全国人大代表、新疆维吾尔自治区人大常委会副主任。2018年1月，当选第十三届全国政协委员。